# Goudoumaria
Goudoumaria – miasto w Nigrze, w regionie Diffa, w departamencie Maïné-Soroa.